# 민태권
민태권(閔泰權, 1963년 7월 13일 ~ )은 대한민국의 제8대 대전광역시의원이다.

## 학력
- 진잠초등학교 졸업
- 진잠중학교 졸업
- 충남고등학교 졸업
- 한남대학교 화학 학사

## 경력
- 진잠동 주민자치위원장
- 2014년 7월 1일 ~ 2018년 5월 4일 : 제7대 대전광역시 유성구의회 의원
  - 2016.07 ~ 2018.05 : 제7대 대전광역시 유성구의회 후반기 의장
- 2018년 7월 1일 ~ 2022년 6월 30일: 제8대 대전광역시의회 의원

## 역대 선거 결과
|  | 31.33% |

|  | 64.77% |

|  | 48.94% |